# Tears to Tiara
Tears to Tiara （ティアーズ・トゥ・ティアラ） là trò chơi điện tử thể loại nhập vai chiến thuật dành cho người trưởng thành do hãng Leaf phát triển cho hệ máy tính cá nhân và Aquaplus phát hành vào ngày 28 tháng 4 năm 2005. Trò chơi xoay quanh cuộc phiêu lưu của một nữ tu sĩ trẻ thuộc bộ tộc Gael bị bắt cóc bởi các tu sĩ của vương quốc Drwc để hồi sinh vua quỷ Arawn, nhưng khi Arawn hồi sinh thì lại đứng về phe của cô và bộ tộc Gael. Cả hai cùng những người khác bắt đầu cuộc phiêu lưu và tập hợp lực lượng để đánh bại Drwc.
White Fox đã chuyển thể trò chơi thành anime và phát sóng tại Nhật Bản từ ngày 06 tháng 4 đến ngày 28 tháng 9 năm 2009 với 26 tập. Chuyển thể manga mang tên Tears to Tiara: Kakan no Daichi cũng được thực hiện và đăng trên tạp chí dành cho seinen là Monthly Comic Alive của Media Factory. Các chương sau đó đã được tập hợp lại và phát hành thành 3 tankōbon.

## Tổng quan
Trò chơi thu hút rất nhiều từ thần thoại xứ Wales, Celt, Christian và La Mã, với các nhân vật tên là Arawn, Arthur, Epona, Llŷr, Morgan, Pwyll, Rhiannon và Taliesin. Lấy bối cảnh giả tưởng đã hết thời cổ đại, câu chuyện bắt đầu ở một hòn đảo Erin (hay Hibernia, như thể hiện trên bản đồ trong trò chơi) ở biên giới phía tây của Đế chế Thánh.
Lời mở đầu được tập trung xung quanh nữ tư tế tài năng tiên tri của bộ lạc Gael, Rhiannon. Cô bị bắt cóc bởi một linh mục bất hảo của Đế chế Thánh, Drwc, được sử dụng làm vật hiến tế trong một nghi lễ nhằm hồi sinh Vua Quỷ Arawn và đưa Drwc vào thế của anh ta. Như một phản ứng, người Gael đốt cháy ngôi làng của họ và thề sẽ mang Rhiannon trở lại hoặc trả thù chính xác Đế quốc. Vào giữa nghi lễ, khi người Gael tấn công binh lính của Drwc, Arawn được hồi sinh và cúng dường Rhiannon. Tại thời điểm này, anh ta giết chết Drwc, giải phóng Rhiannon và tuyên bố không có ý định phá hoại mà các huyền thoại gán cho anh ta. Thay vào đó, anh tỏ ra thích thú với anh trai của Rhannon, Arthur, Chiến binh đầu tiên của bộ tộc anh. Rhiannon, mặt khác, yêu Arawn, và bằng cách tuyên bố quyết định kết hôn với anh ta,
Khi phần mở đầu kết thúc, quan điểm được chuyển từ Rhiannon sang Arawn, cho thấy anh ta là nhân vật chính của trò chơi, và câu chuyện tiếp tục với cuộc di cư của bộ lạc Gael đến hòn đảo Albion lân cận (hay Insula Britannica, như được hiển thị trên một bản đồ trong trò chơi) với hy vọng trốn tránh Đế chế.

## Truyền thông

### Trò chơi điện tử
Tears to Tiara được phát hành lần đầu dưới dạng trò chơi điện tử dành cho người trưởng thành vào ngày 28 tháng 4 năm 2005 bởi ban chuyên phát hành các tác phẩm của Leaf trong Aquaplus cho hệ máy tính cá nhân.
Trò chơi sau đó đã được làm lại và tái xuất bản với tên Tears to Tiara: Kakan no Daichi (ティアーズ・トゥ・ティアラ -花冠の大地-) để phát hành trên hệ máy PlayStation 3 với hai phiên bản giới hạn và bình thường với đánh giá CERO là B tức dành cho người từ 12 trở lên. Phiên bản làm lại này có thêm các tình tiết mới và chuyển thành 3D với thiết kế nhân vật hơi khác với bản gốc. Trò chơi cũng có thêm nhân vật mới
Phiên bản giới hạn của bản làm lại đính kèm một cuốn sách minh họa có tựa Tears to Tiara - Visual Works chứa hình vẽ phác thảo nhân vật và bản sơ lược về cốt truyện cùng đĩa chứa các bản nhạc dùng trong trò chơi. Phiên bản đặc trước thì đính kèm thêm một áp phích cùng một CD chứa giọng nói của các nhân vật có tên Tears to Tiara Radio Vol.0 (ティアーズ・トゥ・ティアラ ラジオ Vol.0).
Một trò chơi ngoại truyện của Tears to Tiara dành cho hệ PlayStation 3 có tên Tears to Tiara Gaiden: Avalon no Nazo (ティアーズ・トゥ・ティアラ外伝 -アヴァロンの謎-) cũng đã được thực hiện và phát hành vào ngày 17 tháng 9 năm 2009 cũng với hai bản giới hạn và bình thường. Phiên bản trên hệ PlayStation Portable của trò chơi này cũng được phát hành vào ngày 16 tháng 12 năm 2010.

### Anime
White Fox và T3Works đã thực hiện chuyển thể anime của trò chơi này dựa trên phiên bản làm lại của hệ PlayStation 3. Bộ anime này đã phát sóng tại Nhật Bản từ ngày 06 tháng 4 đến ngày 28 tháng 9 năm 2009. Kênh Animax Asia cũng đã chiuếu bộ anime này trên toàn hệ thống của mình ở khu vực Đông Nam Á và Nam Á với cả phiên bản tiếng Nhật và phiên bản tiếng Anh.
Pony Canyon đã phát hành phiên bản DVD và BD của bộ anime với 8 hộp mỗi phiên bản. Mỗi phiên bản sau đó đều phát hành thành hai bộ hộp và mỗi bộ hộp đều có hai phiên bản giới hạn và bình thường. Phiên bản giới hạn có đính kèm sách in màu 20 trang có hình các nhân vật cùng một tấp áp phích và đĩa chứa giọng nói của các nhân vật. Sentai Filmworks đã đăng ký bản quyền phiên bản tiếng Anh của bộ anime này để tiến hành phát hành tại thị trường Bắc Mỹ.

### Manga
Shirometsukusa người cũng đã thực hiện chuyể thể manga cho đã thực hiện chuyển thể manga của trò chơi với tên Tears to Tiara: Kakan no Daichi (ティアーズ・トゥ・ティアラ-花冠の大地) và đăng trên tạp chí phát hành hằng tháng dành cho seinen là Monthly Comic Alive của Media Factory. Các chương sau đó đã được tập hợp lại và phát hành thành 3 tankōbon dưới nhãn MF Comics Alive Series.

### Internet radio
Các chương trình internet radio cũng đã được thực hiện có tên Shin Tears to Tiaradio (真・ティアーズ・トゥ・ティアラジオ) với 7 chương trình. Trước khi thống nhất với tên Shin Tears to Tiaradio thì các chương trình này có tên khác nhau. Có một chương trình internet radio không nằm trong loạt chương trình có tên TiaTia Station (ティアティアステーション（仮）) phát sóng trước Shin Tears to Tiaradio, nhưng sau đó đã được nhập vào loạt chương trình này khi Nico Nico Anime Channel tái phát sóng và phát hành loạt radio này.

### Âm nhạc
Trò chơi ban đầu có ba bài hát chủ đề chính với bài hát mở đầu là bài Tears to Tiara do Nakayama Arisa trình bày, bài hát kết thúc là bài Until và một bài xuất hiện ở giữa trò chơi có tựa Tears to Tiara Gaika (Tears to Tiara -凱歌). Hai bài hát mở đầu và kết thúc của trò chơi đã được phát hành trong đĩa đơn đính kèm với phiên bản đặc biệt của trò chơi khi phát hành vào ngày 28 tháng 4 năm 2005, bài Until phát hành chung album chứa các bản nhạc dùng trong trò chơi vào ngày 10 tháng 6 năm 2005.
| Tears to Tiara Limited CD | Tears to Tiara Limited CD                   | Tears to Tiara Limited CD |
| STT                       | Nhan đề                                     | Thời lượng                |
| ------------------------- | ------------------------------------------- | ------------------------- |
| 1.                        | "Tears to Tiara (GAME Ver.)"                | 1:51                      |
| 2.                        | "Senshi no Sadame (戦士の運命)"             | 2:54                      |
| 3.                        | "Ikusa Uta (戦歌)"                          | 2:59                      |
| 4.                        | "Hatsugen no Uta (初源の歌)"                | 3:49                      |
| 5.                        | "Tears to Tiara (GAME Ver.) -Instrumental-" | 1:50                      |
| Tổng thời lượng:          | Tổng thời lượng:                            | 13:23                     |

| Tears to Tiara Original Sound Track (ティアーズ・トゥ・ティアラ オリジナルサウンドトラック) | Tears to Tiara Original Sound Track (ティアーズ・トゥ・ティアラ オリジナルサウンドトラック) | Tears to Tiara Original Sound Track (ティアーズ・トゥ・ティアラ オリジナルサウンドトラック) |
| STT                                                                                         | Nhan đề                                                                                     | Thời lượng                                                                                  |
| ------------------------------------------------------------------------------------------- | ------------------------------------------------------------------------------------------- | ------------------------------------------------------------------------------------------- |
| 1.                                                                                          | "Tears to Tiara"                                                                            | 1:50                                                                                        |
| 2.                                                                                          | "Albion"                                                                                    | 1:34                                                                                        |
| 3.                                                                                          | "美しい世界"                                                                                | 3:11                                                                                        |
| 4.                                                                                          | "春の日の夢"                                                                                | 2:39                                                                                        |
| 5.                                                                                          | "Romance"                                                                                   | 2:29                                                                                        |
| 6.                                                                                          | "悪だくみ"                                                                                  | 1:40                                                                                        |
| 7.                                                                                          | "Fairy Market(妖精の市場)"                                                                  | 1:13                                                                                        |
| 8.                                                                                          | "神代の残照"                                                                                | 3:02                                                                                        |
| 9.                                                                                          | "Abnoba"                                                                                    | 1:54                                                                                        |
| 10.                                                                                         | "潜入"                                                                                      | 1:39                                                                                        |
| 11.                                                                                         | "死線"                                                                                      | 1:44                                                                                        |
| 12.                                                                                         | "戦士の宿命"                                                                                | 2:07                                                                                        |
| 13.                                                                                         | "Ballad"                                                                                    | 1:47                                                                                        |
| 14.                                                                                         | "戦歌"                                                                                      | 3:18                                                                                        |
| 15.                                                                                         | "強大な敵"                                                                                  | 2:40                                                                                        |
| 16.                                                                                         | "刀光剣影"                                                                                  | 2:08                                                                                        |
| 17.                                                                                         | "悲劇の誕生"                                                                                | 1:38                                                                                        |
| 18.                                                                                         | "超えてゆく者"                                                                              | 2:43                                                                                        |
| 19.                                                                                         | "末期の言葉"                                                                                | 2:17                                                                                        |
| 20.                                                                                         | "最期の誓い"                                                                                | 1:48                                                                                        |
| 21.                                                                                         | "静寂"                                                                                      | 1:57                                                                                        |
| 22.                                                                                         | "初源の歌"                                                                                  | 3:38                                                                                        |
| 23.                                                                                         | "初源の歌-竪琴"                                                                             | 3:40                                                                                        |
| 24.                                                                                         | "誇り高き勝利"                                                                              | 2:39                                                                                        |
| 25.                                                                                         | "Tears to Tiara-instrumental"                                                               | 3:25                                                                                        |
| 26.                                                                                         | "Tears to Tiara-凱歌"                                                                       | 3:20                                                                                        |
| 27.                                                                                         | "清浄なる世界"                                                                              | 0:57                                                                                        |
| 28.                                                                                         | "瓦礫の楽園"                                                                                | 2:44                                                                                        |
| 29.                                                                                         | "メルカディス"                                                                              | 2:25                                                                                        |
| 30.                                                                                         | "Until"                                                                                     | 5:08                                                                                        |
| Tổng thời lượng:                                                                            | Tổng thời lượng:                                                                            | 1:13:14                                                                                     |

Phiên bản PS3 có hai bài hát chủ đề là bài hát mở đầu Haunting Melody và bài hát kết thúc Memory cả hai đều được Suara trình bày. Album chứa tất cả các bản nhạc dùng trong trò chơi đã được phát hành vào ngày 26 tháng 9 năm 2008.
| Tears to Tiara -Kakan no Daichi- Original Soundtrack (ティアーズ・トゥ・ティアラ -花冠の大地- オリジナルサウンドトラック) | Tears to Tiara -Kakan no Daichi- Original Soundtrack (ティアーズ・トゥ・ティアラ -花冠の大地- オリジナルサウンドトラック) | Tears to Tiara -Kakan no Daichi- Original Soundtrack (ティアーズ・トゥ・ティアラ -花冠の大地- オリジナルサウンドトラック) |
| STT | Nhan đề | Thời lượng |
| --- | --- | --- |
| 1. | "静寂" | 2:10 |
| 2. | "haunting melody(GAME Ver.)"                                                                                              | 1:52 |
| 3. | "Albion(アルビオン)" | 2:15 |
| 4. | "美しい世界" | 4:37 |
| 5. | "春の日の夢" | 3:49 |
| 6. | "Romance(ロマンス)" | 3:24 |
| 7. | "Fairly Market(妖精の市場)"                                                                                               | 1:43 |
| 8. | "悪だくみ" | 2:28 |
| 9. | "Abnoba(アブノバ)" | 3:14 |
| 10. | "潜入" | 3:16 |
| 11. | "死線" | 2:28 |
| 12. | "戦士の運命(さだめ)" | 3:02 |
| 13. | "大号令" | 2:39 |
| 14. | "戦歌(いくさうた)" | 4:52 |
| 15. | "作戦発動" | 1:29 |
| 16. | "狂熱の戦場" | 3:33 |
| 17. | "Ballad(バラッド)" | 3:12 |
| 18. | "誇り高き勝利" | 3:41 |
| 19. | "Tears to Tiara(instrumental)"                                                                                            | 3:30 |
| 20. | "Tears to Tiara-凱歌" | 3:22 |
| 21. | "初源の歌-竪琴" | 3:43 |
| 22. | "神代(かみよ)の残照" | 4:24 |
| 23. | "戦いの季節" | 5:09 |
| 24. | "強大な敵" | 3:55 |
| 25. | "刀光剣影(とうこうけんえい)"                                                                                              | 3:05 |
| 26. | "超えてゆく者" | 2:46 |
| 27. | "悲劇の誕生" | 3:18 |
| 28. | "末期の言葉" | 4:21 |
| 29. | "最期の誓い" | 2:40 |
| 30. | "初源の歌" | 3:42 |
| 31. | "清浄なる世界" | 0:59 |
| 32. | "瓦礫の楽園" | 2:47 |
| 33. | "メルカディス" | 3:23 |
| 34. | "Until" | 4:56 |
| 35. | "初源の歌(introduction)"                                                                                                  | 1:49 |
| 36. | "memory" | 6:55 |
| 37. | "末期の言葉" | 4:51 |
| Tổng thời lượng: | Tổng thời lượng: | 2:03:19 |

Bộ anime có 4 bài hát chủ đề: một bài hát mở đầu và ba bài hát kết thúc. Bài hát mở đầu có tựa Free and Dream do Suara trình bày, bài hát kết thúc thứ nhất có tựa Blue sky, True sky do Yūki Aira trình bày được sử dụng từ tập 1 đến tập 18, các bài hát này cùng đã phát hành trong hai đĩa đơn vào ngày 22 tháng 4 năm 2009. Bài hát kết thúc thứ hai có tựa Weeping Alone cũng do Yūki Aira trình bày sử dụng cho tập 19 đến 25, bài hát này đã phát hành trong đĩa đơn vào ngày 26 tháng 8 năm 2009. Bài hát kết thúc thứ ba dùng cho tập cuối là bài memory do Suara trình bày. Hai album chứa các bản nhạc dùng trong bộ anime đã phát hành vào ngày 24 tháng 6 và 30 tháng 9 năm 2009.
Một đĩa chứa các bài hát do các nhân vật trình bày cùng vài bản nhạc dùng trong bộ anime và một số đoạn drama đã phát hành vào ngày 04 tháng 3 năm 2009.
| Free and Dream   | Free and Dream                                                                       | Free and Dream |
| STT              | Nhan đề                                                                              | Thời lượng     |
| ---------------- | ------------------------------------------------------------------------------------ | -------------- |
| 1.               | "Free and Dream"                                                                     | 3:47           |
| 2.               | "Asu he -Sora iro no Tegami- (明日へ -空色の手紙ー)"                                 | 4:21           |
| 3.               | "Free and Dream ＜Instrumental＞"                                                    | 3:47           |
| 4.               | "Asu he -Sora iro no Tegami- <Instrumental> (明日へ -空色の手紙ー ＜Instrumental＞)" | 4:20           |
| Tổng thời lượng: | Tổng thời lượng:                                                                     | 16:15          |

| Blue sky,True sky | Blue sky,True sky                                      | Blue sky,True sky |
| STT               | Nhan đề                                                | Thời lượng        |
| ----------------- | ------------------------------------------------------ | ----------------- |
| 1.                | "Blue sky,True sky"                                    | 5:31              |
| 2.                | "Yume to Tsuki (夢と月)"                               | 4:26              |
| 3.                | "Blue sky,True sky (instrumental)"                     | 5:31              |
| 4.                | "Yume to Tsuki (instrumental) (夢と月 (instrumental))" | 4:23              |
| Tổng thời lượng:  | Tổng thời lượng:                                       | 19:51             |

| Weeping alone    | Weeping alone                  | Weeping alone |
| STT              | Nhan đề                        | Thời lượng    |
| ---------------- | ------------------------------ | ------------- |
| 1.               | "Weeping alone"                | 5:44          |
| 2.               | "I believe..."                 | 5:02          |
| 3.               | "Weeping alone (instrumental)" | 5:44          |
| 4.               | "I believe... (instrumental)"  | 4:59          |
| Tổng thời lượng: | Tổng thời lượng:               | 21:29         |

| TV Anime "Tears to Tiara" Original Soundtrack 1 (TVアニメ『ティアーズ・トゥ・ティアラ』オリジナルサウンドトラック1) | TV Anime "Tears to Tiara" Original Soundtrack 1 (TVアニメ『ティアーズ・トゥ・ティアラ』オリジナルサウンドトラック1) | TV Anime "Tears to Tiara" Original Soundtrack 1 (TVアニメ『ティアーズ・トゥ・ティアラ』オリジナルサウンドトラック1) |
| STT | Nhan đề | Thời lượng |
| --- | --- | --- |
| 1. | "Haruka Naru Chi he (遥かなる地へ)"                                                                                 | 3:40 |
| 2. | "Gael no Tami (ゲールの民)"                                                                                         | 2:05 |
| 3. | "Kekki (決起)" | 2:25 |
| 4. | "Hoshi no Otsuge (星の御告)"                                                                                        | 2:20 |
| 5. | "Gael no Mura (ゲールの村)"                                                                                         | 3:27 |
| 6. | "Kakki no Aru Mura (活気のある村)"                                                                                  | 2:07 |
| 7. | "Riannon no Ketsui (リアンノンの決意)"                                                                              | 1:35 |
| 8. | "Shinse Teikokugun no Shinkou (神聖帝国軍の侵攻)"                                                                   | 1:39 |
| 9. | "Wazawai no Chikara (禍の力)"                                                                                       | 0:56 |
| 10. | "Kishuu (奇襲)" | 1:40 |
| 11. | "Fukkatsu no Gishiki (復活の儀式)"                                                                                  | 2:14 |
| 12. | "Maou Fukkatsu (魔王復活)"                                                                                          | 1:51 |
| 13. | "Maou no Kyoui (魔王の脅威)"                                                                                        | 2:14 |
| 14. | "Zokuchou no Hokori (族長の誇り)"                                                                                   | 2:23 |
| 15. | "Yasashi Negai (優しい願い)"                                                                                        | 2:09 |
| 16. | "Ashita, Fuku Kaze (明日、吹く風)"                                                                                  | 1:46 |
| 17. | "Avalon Shiro (アヴァロン城)"                                                                                       | 2:07 |
| 18. | "Yousei no Kurasu Machi (妖精の暮らす街)"                                                                           | 2:08 |
| 19. | "Osanai Yousei (幼い妖精)"                                                                                          | 0:48 |
| 20. | "Banzoku to Yobareru Tami (蛮族と呼ばれる民)"                                                                       | 2:01 |
| 21. | "Kari no Jikan (狩の時間)"                                                                                          | 2:27 |
| 22. | "Ki no Nagai Hanashi (気の長い話)"                                                                                  | 1:50 |
| 23. | "Yuukan Naru Senshitachi (勇敢なる戦士たち)"                                                                        | 1:30 |
| 24. | "Kyuuryou ni te (丘陵にて)"                                                                                         | 3:25 |
| 25. | "Tomo no Tame ni (友のために)"                                                                                      | 1:46 |
| 26. | "Blue sky,True sky (TV size)"                                                                                       | 1:31 |
| Tổng thời lượng: | Tổng thời lượng: | 54:04 |

| TV Anime "Tears to Tiara" Original Soundtrack 2 (TVアニメ『ティアーズ・トゥ・ティアラ』オリジナルサウンドトラック2) | TV Anime "Tears to Tiara" Original Soundtrack 2 (TVアニメ『ティアーズ・トゥ・ティアラ』オリジナルサウンドトラック2) | TV Anime "Tears to Tiara" Original Soundtrack 2 (TVアニメ『ティアーズ・トゥ・ティアラ』オリジナルサウンドトラック2) |
| STT | Nhan đề | Thời lượng |
| --- | --- | --- |
| 1. | "Hatsuminamoto no Uta (初源の歌)"                                                                                   | 3:43 |
| 2. | "Prologue (プロローグ)"                                                                                             | 1:52 |
| 3. | "Riannon (リアンノン)"                                                                                              | 1:45 |
| 4. | "Arawn (アロウン)"                                                                                                  | 2:41 |
| 5. | "Arthur (アルサル)"                                                                                                 | 1:43 |
| 6. | "Kedakai Kenshi (気高き剣士)"                                                                                       | 0:56 |
| 7. | "Shiro no Seirei (白の精霊)"                                                                                        | 3:07 |
| 8. | "13 Banme no Seirei (13番目の精霊)"                                                                                 | 1:11 |
| 9. | "Giwaku no Kousaku (疑惑の交錯)"                                                                                    | 1:06 |
| 10. | "Magamagashi Ishi (禍々しい意思)"                                                                                   | 2:13 |
| 11. | "Sakubou no Uzu (策謀の渦)"                                                                                         | 0:59 |
| 12. | "Aishou (哀傷)" | 1:58 |
| 13. | "Gravitas no Kyoui (グラヴィタスの脅威)"                                                                            | 2:06 |
| 14. | "Tatakau Riyuu (戦う理由)"                                                                                          | 1:49 |
| 15. | "Ooinaru Ishi (大いなる意思)"                                                                                       | 1:13 |
| 16. | "Tenjou no Seireitachi (天上の精霊たち)"                                                                            | 1:35 |
| 17. | "Ginyuushijin (吟遊詩人)"                                                                                           | 1:08 |
| 18. | "Hatsuminamoto no Senritsu (初源の旋律)"                                                                            | 3:42 |
| 19. | "Yoru no Kodomo (夜の子供)"                                                                                         | 2:01 |
| 20. | "Tenjou no Ishi (天上の意思)"                                                                                       | 0:56 |
| 21. | "Merkadis (メルカディス)"                                                                                           | 2:28 |
| 22. | "Chikara no Kotoba (力の言葉)"                                                                                      | 3:52 |
| 23. | "Oudou no Saki e (王道の先へ)"                                                                                      | 1:38 |
| 24. | "Weeping alone (TV size)"                                                                                           | 1:35 |
| 25. | "Tomo to Futatabi (友と再び)"                                                                                       | 3:22 |
| 26. | "Eyecatch ~Allegro~ (Bonus Track) (アイキャッチ ～Allegro～ (Bonus Track))"                                         | 0:11 |
| 27. | "Eyecatch ~Vivace~ (Bonus Track) (アイキャッチ ～Vivace～ (Bonus Track))"                                           | 0:11 |
| 28. | "Eyecatch ~Sostenuto~ (Bonus Track) (アイキャッチ ～Sostenuto～ (Bonus Track))"                                     | 0:10 |
| 29. | "Eyecatch ~Pesante~ (Bonus Track) (アイキャッチ ～Pesante～ (Bonus Track))"                                         | 0:10 |
| 30. | "Eyecatch ~Presto~ (Bonus Track) (アイキャッチ ～Presto～ (Bonus Track))"                                           | 0:09 |
| Tổng thời lượng: | Tổng thời lượng: | 51:30 |

| TV Anime "Tears to Tiara" Prologue Sound Track "Origo Cunctarum Rerum" (TVアニメ『ティアーズ・トゥ・ティアラ』Prologue Sound Track "origo cunctarum rerum") | TV Anime "Tears to Tiara" Prologue Sound Track "Origo Cunctarum Rerum" (TVアニメ『ティアーズ・トゥ・ティアラ』Prologue Sound Track "origo cunctarum rerum") | TV Anime "Tears to Tiara" Prologue Sound Track "Origo Cunctarum Rerum" (TVアニメ『ティアーズ・トゥ・ティアラ』Prologue Sound Track "origo cunctarum rerum") |
| STT | Nhan đề | Thời lượng |
| --- | --- | --- |
| 1. | "Monologue ~Deai~ (Monologue ～出会い～)" | 2:42 |
| 2. | "Haruka Naru Chi he (遥かなる地へ)" | 3:36 |
| 3. | "Monologue ~Yume~ (Monologue ～夢～)" | 2:33 |
| 4. | "Monologue ~Keimai~ (Monologue ～兄妹～)" | 1:37 |
| 5. | "Prologue (プロローグ)" | 1:50 |
| 6. | "Monologue ~Seiyaku~ (Monologue ～誓約～)" | 2:24 |
| 7. | "Monologue ~Takusen no Miko~ (Monologue ～託宣の巫女～)" | 2:07 |
| 8. | "spindle story" | 3:57 |
| 9. | "Gael no Tami (ゲールの民)" | 2:01 |
| 10. | "Monologue ~Mamoru Beki Mono~ (Monologue ～守るべきもの～)"                                                                                                 | 1:39 |
| 11. | "Kekki (決起)" | 2:23 |
| 12. | "Kishuu (奇襲)" | 1:36 |
| 13. | "Monologue ~Maou~ (Monologue ～魔王～)" | 3:04 |
| 14. | "Monologue ~Tabidachi~ (Monologue ～旅立ち～)" | 2:20 |
| 15. | "Troubadour's eye" | 6:12 |
| 16. | "Monologue ~Morgan no Seiyaku~ (BONUS TRACK) (Monologue ～モルガンの誓約～ (BONUS TRACK))"                                                                  | 1:30 |
| 17. | "Monologue ~Ietsuki Yousei~ (BONUS TRACK) (Monologue ～家付き妖精～ (BONUS TRACK))"                                                                         | 1:13 |
| 18. | "Monologue ~Ken ni Chikatte~ (BONUS TRACK) (Monologue ～剣に誓って～ (BONUS TRACK))"                                                                        | 2:25 |
| Tổng thời lượng: | Tổng thời lượng: | 45:09 |

## Đón nhận

### Thương hiệu
Những con búp bê nhỏ mang hình các nhân vật như Riannon,Octavia và Ermin đã được Kotobukiya sản xuất để đính kèm với trò chơi Tears to Tiara: Kakan no Daichi cũng như để bán. Các búp bên nhỏ theo phong cách chibi của Riannon và Arawn cũng đã được chế tạo bởi Good Smile Company.